# 2317 Ґалія
2317 Ґалія (2317 Galya) — астероїд головного поясу, відкритий 24 вересня 1960 року.
Тіссеранів параметр щодо Юпітера — 3,432.